# Klášter Fontevrault
Klášter Fontevraud (výsl. [fõtəvro]), též odlišným pravopisem klášter Fontevrault, je benediktinský klášter ve vsi Fontevraud-l'Abbaye nedaleko Saumuru v historické části Francie v Anjou (dnešní departement Maine-et-Loire).

## Historie kláštera
Královský ženský klášter byl založen roku 1099 poustevníkem Robertem z Arbrisselu a přijal benediktinskou řeholi. Roku 1106 potvrdil papež Paschalis II. nezávislost dvojitého kláštera na jakékoli církevní a světské autoritě. Ve 12. století patřilo pod Fontevrault asi 100 převorství, v nichž žilo na 5 000 řeholníků a řeholnic.
Abatyše ve Fontevrault měla titul „velkoabatyše“ a bývala jí dcera místní vysoké šlechty či dokonce dcera královská.
Mezi lety 1662 až 1665 zde byla pro své intriky uvězněna, na příkaz Ludvíka XIV., šlechtična Nicole-Anne Constance de Montalais.
V letech 1804-1963 sloužil klášterní areál jako vězení.

## Dochované architektonické skvosty
Celý rozsáhlý areál kláštera je dokonalou ukázkou stavebního umění doby románské a gotické. Mezi hlavní turistické atrakce patří pohřebiště anglických Plantagenetů, refektář a ložnice. Klášterní kostel pochází z doby románské a jsou v něm dochovány sloupy s vyřezávanými hlavicemi. Křížová chodba je renesanční stejně jako kapitula.

## Pohřebiště Plantagenetů

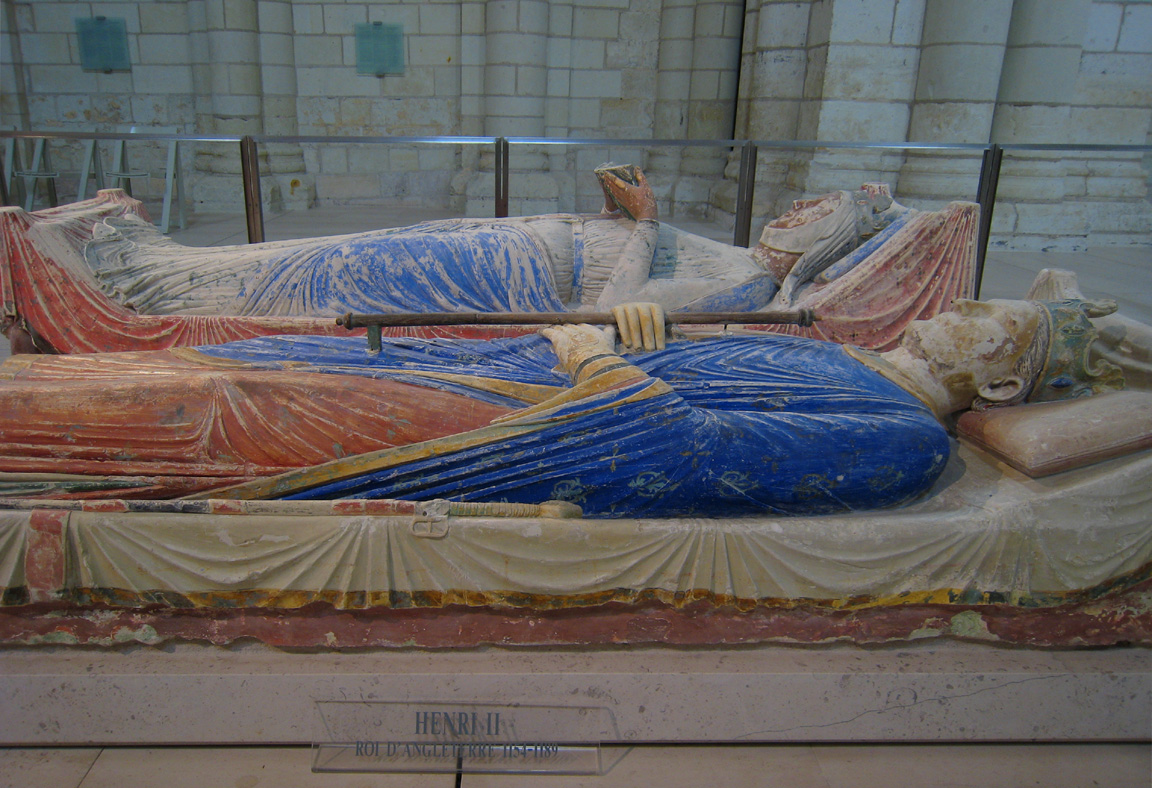
Pohřební tumba anglického krále Jindřicha II. a Eleanory Akvitánské

Klášter byl pod ochranou anjouovských hrabat, ze kterých vzešel Jindřich II. Plantagenet, anglický král, zakladatel dynastie Plantagenetů a anjouovské říše. Sídelním centrem její pevninské části pod formální svrchovaností francouzského krále Jindřich udělal nedaleký hrad Chinon, kde také roku 1189 zemřel.
- Jindřich II. Plantagenet († 1189) – anglický král, zakladatel dynastie Plantagenetů
- Eleonora Akvitánská († 1204) – jeho manželka
- Richard Lví srdce († 1199) – syn Jindřicha II., anglický král
- Johana Anglická († 1199) – dcera Jindřicha II., sicilská královna
- Raimond VII. z Toulouse († 1249) – syn Johany Anglické
- Isabela z Angoulême († 1246) – anglická královna, manželka Jana Bezzemka, syna Jindřicha II.